# 极速前进：冲刺！中国1
《极速前进：冲刺！中国1》（英語：The Amazing Race: China Rush1）是流行的真人秀節目《极速前进》的中國版之第一季。中國版會有十對不同關係的選手參賽，為最終大獎－－雙人環遊世界，進行橫跨12個中國城市的比賽。
中國版是继亞洲版和以色列版后第三個亞洲版本的《极速前进》。本季報名申請原於3月29日截止，但延遲至4月16日。賽事于2010年4月至6月间拍攝，英文版于2010年8月8日起於每周日晚8点（中國時間）在ICS频道播出，8月21日起每周六晚11点15分在CCTV-News重播。主持人是同時任《极速前进亞洲版》的主持吳振天。中文版由东方卫视于2011年8月7日下午播出。
本季比賽結局因上海世博閉幕式之關係，改為2010年10月30日星期六晚上8點。其後，於11月7日星期日晚上8點播放了《冲刺中国特別節目》，主持與多名參賽者重聚談及感想，節目亦提到關於拍攝過程。《极速前进：冲刺！中国》已拍攝至第3季。

## 比賽结果
下表列出了所有参赛队伍的比赛结果，以排名顺序列出。當中列出的隊員關係為節目拍攝時期的狀態，关系描述为官方版本。
| 隊伍               | 關係     | 分段比賽成績 | 分段比賽成績 | 分段比賽成績 | 分段比賽成績 | 分段比賽成績 | 分段比賽成績 | 分段比賽成績 | 分段比賽成績 | 分段比賽成績 | 分段比賽成績 | 分段比賽成績 | 分段比賽成績 | 路障完成情況          |
| 隊伍               | 關係     | 1            | 2            | 3            | 4            | 5            | 6            | 7            | 8            | 9            | 10           | 11           | 12           | 路障完成情況          |
| ------------------ | -------- | ------------ | ------------ | ------------ | ------------ | ------------ | ------------ | ------------ | ------------ | ------------ | ------------ | ------------ | ------------ | --------------------- |
| Charlie & Rachel   | 良友传情 | 1st          | 3rd1         | 2nd          | 1st          | 4th          | 1st          | 2nd          | 1st          | 5th          | 4th          | 1st          | 1st          | Charlie 6, Rachel 6   |
| Rick & Josh        | 澳洲帅哥 | 3rd          | 1st          | 1st          | 3rd          | 1st          | 5th          | 1st          | 3rd          | 2nd          | 1st          | 3rd          | 2nd          | Rick 6, Josh 6        |
| Deepak & Naresh    | 板球精英 | 9th          | 5th2         | 5th          | 4th          | 6th          | 3rd          | 4th          | 5th«         | 4th          | 3rd3         | 2nd          | 3rd          | Deepak 6, Naresh 6    |
| Karen & Lisa       | 辣妈组合 | 5th          | 8th          | 8th          | 5th>         | 5th          | 4th          | 5th          | 4th»         | 3rd          | 2nd          | 4th          |              | Karen 6, Lisa 5       |
| Sarah & Molly      | 暴走佳丽 | 4th          | 4th          | 4th          | 6th          | 3rd          | 2nd          | 3rd          | 2nd          | 1st          | 5th4         |              |              | Sarah 5, Molly 5      |
| Sean & Amy         | 犀利男女 | 2nd          | 2nd          | 3rd          | 2nd          | 2nd          | 6th          |              |              |              |              |              |              | Sean 3, Amy 3         |
| Bonnie & Mel       | 活力主妇 | 7th          | 6th          | 6th          | 7th          | 7th          |              |              |              |              |              |              |              | Bonnie 2, Mel 3       |
| Janis & Aleksandra | 选秀狂人 | 6th          | 7th          | 7th          | 8th<         |              |              |              |              |              |              |              |              | Janis 4, Aleksandra 0 |
| Miguel & Hector    | 南美兄弟 | 8th          | 9th          | 9th          |              |              |              |              |              |              |              |              |              | Miguel 2, Hector 1    |
| Paul & Francis     | 非洲勇士 | 10th         | 10th         |              |              |              |              |              |              |              |              |              |              | Paul 1, Francis 1     |

^  注解1：Charlie & Rachel原是第2位抵达提示站，但由于路障任务并非个人独立完成，罚时30分钟。 

^  注解2：Deepak & Naresh 原是第4位抵达提示站，路线要求步行前往提示站，该队乘坐高尔夫车，罚时15分钟。 

^  注解3：Deepak完成路障时丢失了球杆，罚时30分钟后继续完成路障。 

^  注解4：Sarah放弃路障，罚时4小时。在罚时还没结束时其他队伍都已抵达中继站，吴振天在路障任务现场宣布淘汰。

- 紅 : 該隊已被淘汰
- 下線藍：該隊最後抵達非淘汰提示站，他们需在下赛段接受減速障礙(Speed Bump)任務
- 棕»：该队使用迴轉，«是被指定迴轉的队伍，«»表示该赛段有迴轉但無隊伍使用
- 橙>：該隊指定讓路；<是被指定讓路的队伍；<>表示该赛段有讓路但無隊伍使用

## 奖励
每一赛段的冠军组合将得到免费旅游机会。
- 第一段 – 三日两夜杭州游。
- 第二段 – 三日两夜厦门游。
- 第三段 – 三日两夜香港游。
- 第四段 – 三日两夜西安游。
- 第五段 – 三日两夜内蒙古游。
- 第六段 – 六日五夜名山游（黄山、庐山、华山）。
- 第七段 – 三日两夜澳门游。
- 第八段 – 三日两夜拉萨游。
- 第九段 – 六日五夜台湾游。
- 第十段 – 六日五夜云南游。
- 第十一段 – 前往十个旅游景点的往返机票。
- 全赛程 – 价值40万人民币的环球旅游。

## 賽程摘要

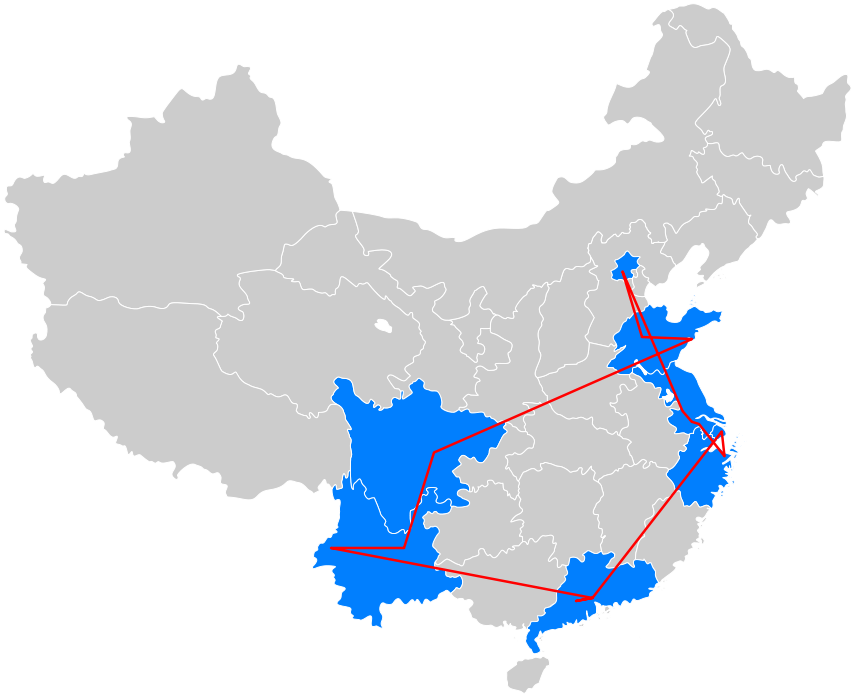
中國版第一季路線圖。

本次比赛所有涉及城市均在中國境内。

### 第1段（上海 → 浙江）
- 上海（世博园区）（起點線）
- 上海（上海南站） 至 浙江宁波（宁波站）
- 宁波（珍宝舫）
- 宁波 至 奉化市滕头村
- 滕头村（草莓农场）
- 滕头村 至 东钱湖
- 宁波（东钱湖彩弹射击场）
- 宁波（天一阁秦氏支祠）
- 宁波（水岸公园）
- 宁波（宁波大剧院）

### 第2段（浙江 → 江苏）
- 宁波 至 江苏无锡
- 无锡（南禅寺）
- 无锡（大妈豆腐花）
- 无锡（三国影视城）
- 无锡（鼋头渚）
- 无锡（灵山大佛）
- 无锡（五印坛城）

### 第3段（江苏）
- 无锡（无锡站） 至 常州（常州站）
- 常州（青枫公园）
- 常州（常州梳蓖厂）
- 常州（古城墙）
- 常州（巴国布衣酒店）
- 常州（春秋淹城）

### 第4段（江苏）
- 常州 至 润扬大桥
- 扬州 （个园）
- 扬州 （东关街）
- 扬州 （扬州人家饭店）
- 扬州 （扬州站1号站台）

### 第5段（江苏 → 北京）
- 扬州（扬州站）Z30次至 北京（北京站）
- 北京 （颐和园--南湖岛）
- 北京 （全聚德）
- 北京 （798艺术区)
- 北京 （鸟巢）
- 北京 （八达岭长城）

### 第6段（北京 → 山东）
- 北京（北京南站） 至 山东泰安（泰山站）
- 泰安 （岱庙）
- 泰安 （天外村广场）
- 泰安 （封禅大典）
- 泰安 （泰山奇石馆）
- 泰安 （泰山）
- 泰安 （瞻鲁台）

### 第7段（山东）
- 泰安（泰山站） 至 山东青岛(青岛站)(队伍在强制休息期间前往)
- 青岛 （极地海洋世界）
- 青岛 （八大关海滩）
- 青岛 （栈桥码头--游艇）

### 第8段（山东 → 四川）
- 青岛 （青岛奥帆中心）
- 青岛（青岛流亭国际机场） 至 四川成都（成都双流国际机场）
- 成都 （人民广场）
- 成都 （天府广场）
- 成都 （杜甫草堂）
- 成都 （春熙路）

### 第9段（四川）
- 成都 （活水公园）
- 成都 （成都大熊猫繁育基地）
- 成都 至 都江堰
- 都江堰（离堆公园）
- 都江堰（虹口小学）
- 都江堰（庙坝漂流码头）

### 第10段（四川 → 云南）
- 成都（成都双流国际机场） 至 云南昆明（昆明巫家坝国际机场）
- 昆明 至 腾冲
- 腾冲（国殇墓园）
- 腾冲（北海湿地）
- 腾冲（云峰山）
- 腾冲（火山地热国家地质公园）
- 腾冲（和顺古村）
- 腾冲（文星楼）

### 第11段（云南 → 广东）
- 腾冲（腾冲机场） 至 广东广州（广州白云国际机场）
- 广州 至 肇庆
- 肇庆（龙泉海鲜酒店）
- 肇庆（天桥古城墙）
- 肇庆（离槎八卦村）
- 肇庆（鼎湖山）
- 肇庆（七星岩公园 ）
- 肇庆（阅江楼）

### 第12段（广东 → 上海）
- 肇庆 至 广州
- 广州（广州白云国际机场）至 上海（上海浦东国际机场）
- 上海（上海国际汽车城）
- 上海（世博南非馆）
- 上海（世博中国铁路馆）
- 上海（外滩）
- 上海（东方明珠广播电视塔）

## 資料來源及註釋
1. ↑  C21 Media. .   [2010-03-18]. （原始内容存档于2010-05-23）.（英文）
2. ↑  . ICS.   [2010-03-18]. （原始内容存档于2010-03-22）.
3. ↑  .   [2016-05-18]. （原始内容存档于2019-08-13）.
4. 1 2  . ICS.   [2010-08-03]. （原始内容存档于2010-07-27） （中文（中国大陆））.

## 外部連結
- 官方網站